# KF Sukthi
Klubi Futbollit Sukthi was een Albanese voetbalclub uit Sukth die bestond tussen 2009 en 2017.